# 웰위치아
웰위치아(학명:Welwitschia mirabilis)는 웰위치아속(Welwitschia)에 속하는 유일종이다. 웰위치아속은 겉씨식물에 속하는 단형속의 일종으로, 마황문 내의 마황강의 웰위치아목의 웰위치아과의 유일속이다. 이 식물은 살아있는 화석으로 간주되며, 학명은 1859년에 이 종을 처음 발견한 오스트리아의 식물학자 프리드리히 벨비치의 이름을 따서 지었다. 웰위치아는 지리적으로 나미비아와 앙골라의 나미브 사막에만 제한적으로 자생한다.
잎이 여러개로 보이지만 사실 잎의 갯수는 두 장이다.
2000년을 넘게 산다고 알려져 있다.
그 이유는 사는 지역이 사막이라 비가 적게 와서
신진대사가 느리기 때문이라고 한다.

## 갤러리

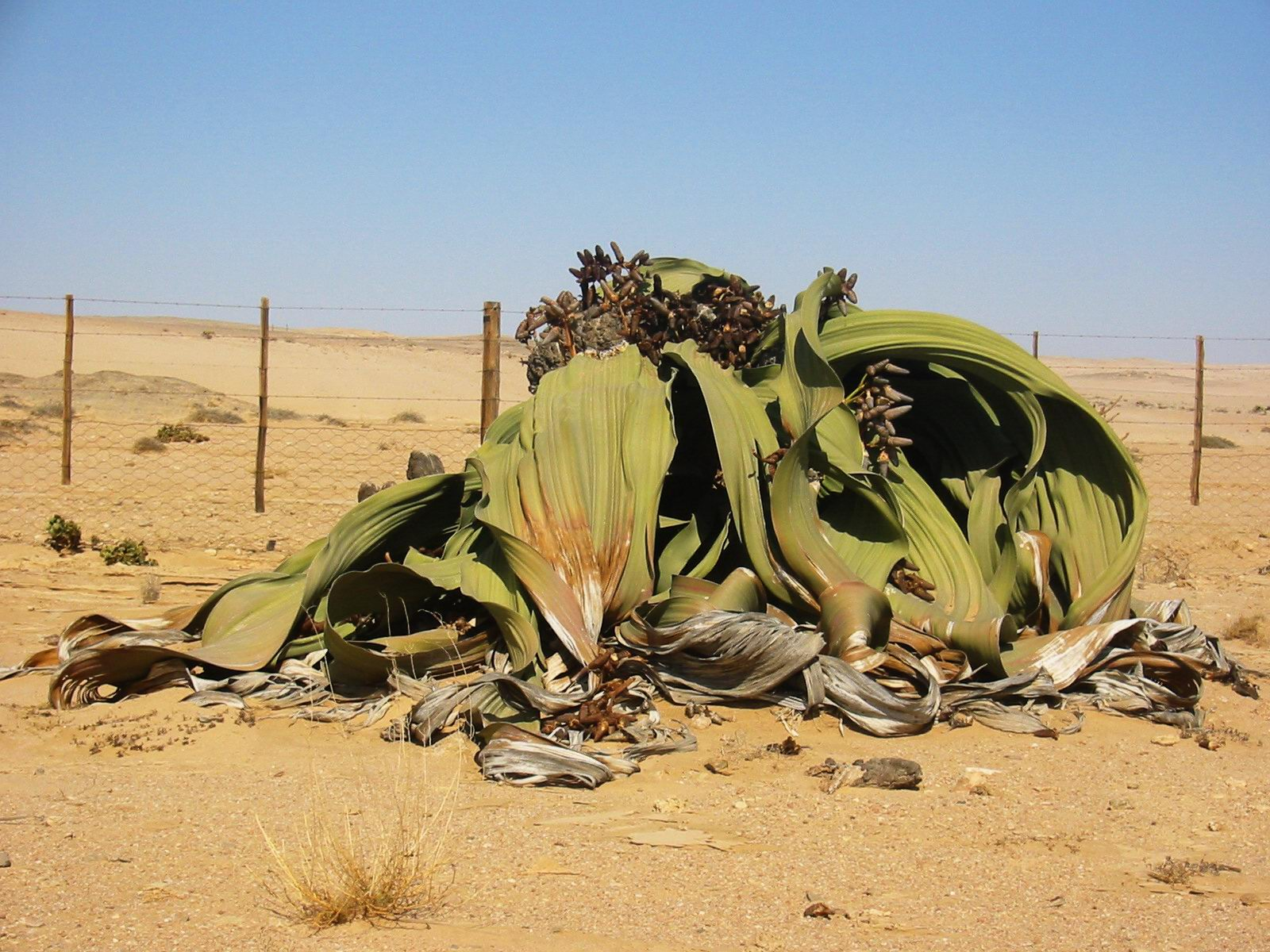
키 1.4m, 직경 4m에 이르는 웰위치아
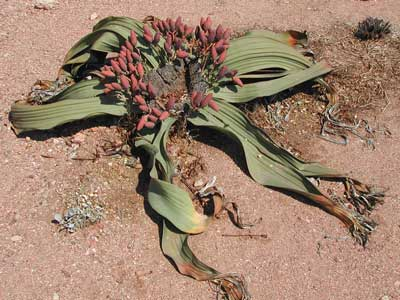
암꽃
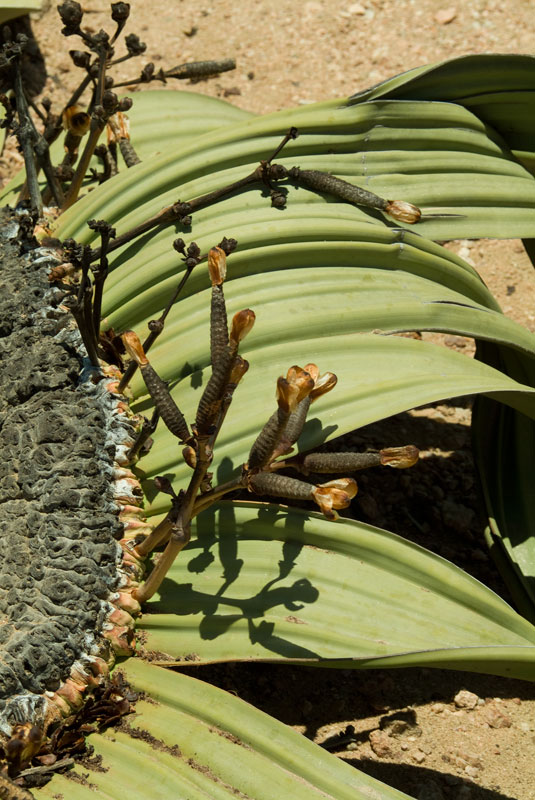
수꽃의 상세 사진
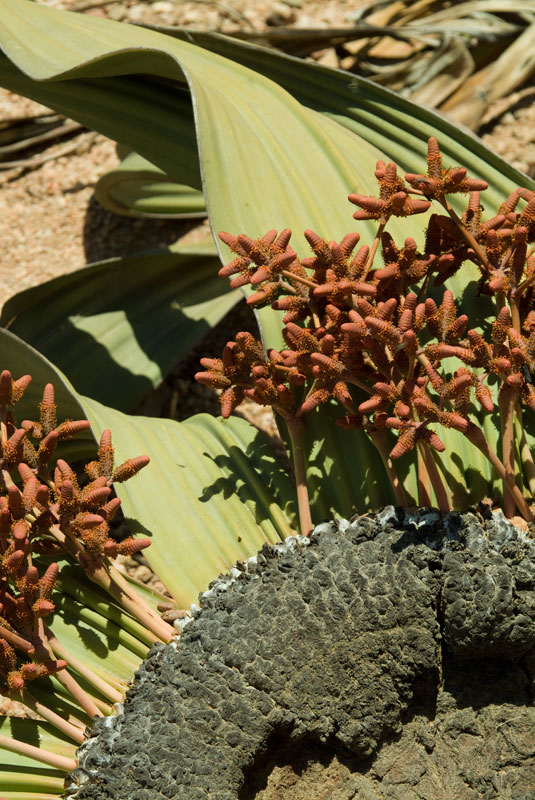
암꽃의 상세 사진
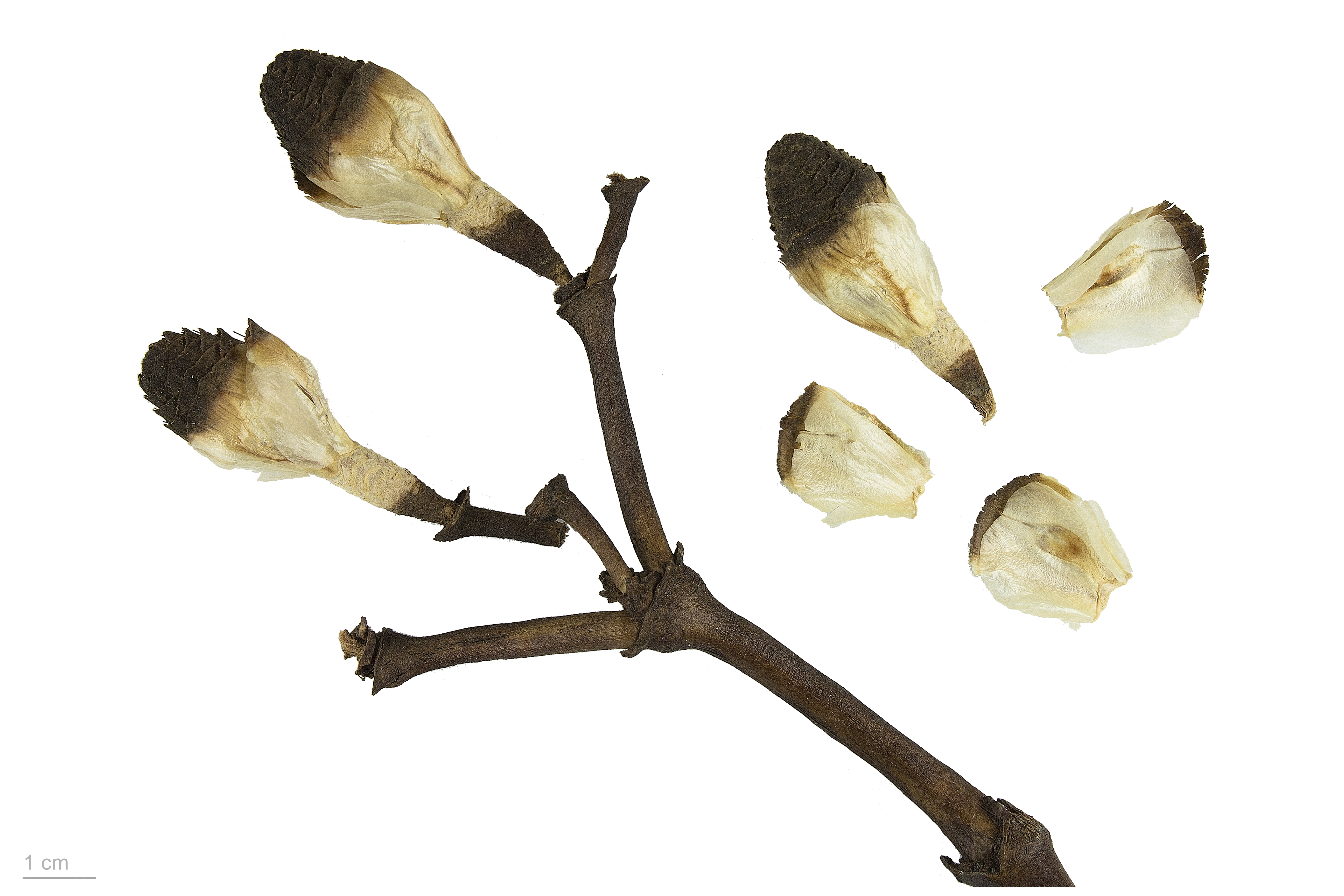
Welwitschia mirabilis - Museum specimen